# Centre de cinéma de Télé-Vietnam
Centre de cinéma de Télé-Viêt Nam (VFC, vietnamien : Trung tâm Phim truyền hình Việt Nam ou Trung tâm Phim truyền hình - Đài Truyền hình Việt Nam) est une unité de production de programmes télévisés sous Télé-Viêt Nam. 
Le centre a pour fonction principale de produire des séries télévisées à la fois politique et de divertissement, à diffuser sur les chaînes de la station de télévision vietnamienne. Il est également producteur d'un certain nombre d'autres types de programmes télévisés tels que : comédie, talk-show, émission de télévision en direct, émission de téléréalité, jeu télévisé...